# Rubjerg Knude

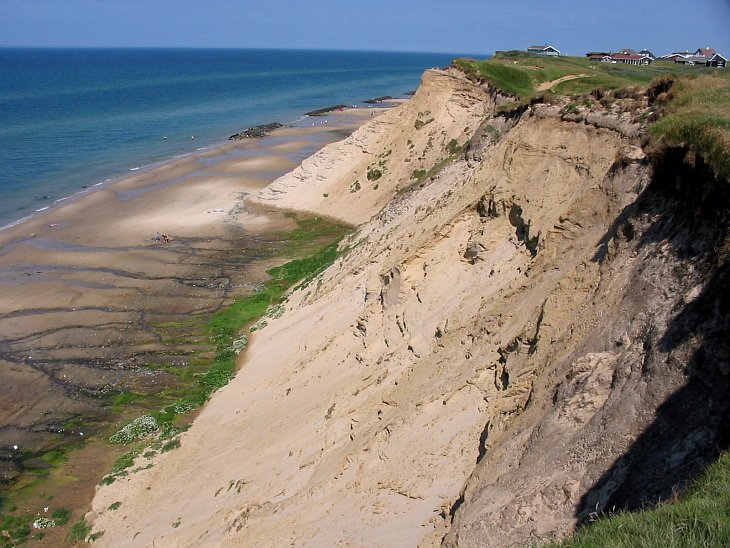
Brant kust norr om Rubjerg Knude

Rubjerg Knude är en kulle och den högsta punkten på Lønstrup Klint. Den ligger vid Jyllands västkust i regionen Region Nordjylland i Danmark och toppen är 69 meter över havet.
Terrängen runt Rubjerg Knude är mycket platt. Närmaste större samhälle är Hjørring, 12,5 km öster om Rubjerg Knude. Trakten runt Rubjerg Knude består till största delen av jordbruksmark och sanddyner.